# Johnny Ramírez Azofeifa
Johnny Ramírez Azofeifa (?- 9 de agosto de 2020) fue un político e ingeniero costarricense. Inició su carrera política como regidor propietario del Concejo Municipal de San José. Nombrado Ejecutivo Municipal de San José por éste para el período 1974-1978. Fue designado para el puesto nuevamente en 1980 en sustitución de Rolando Araya Monge, hasta el año 1985 cuando se retiró para postularse como candidato a Diputado. Electo diputado tras las elecciones generales de 1986 por el Partido Liberación Nacional para el período 86-90 durante el cual ejerció como Primer Secretario de la Asamblea Legislativa.